# Lvovski (Krasnodar)
Lvovski (del ruso: Львовский) es un jútor del raión de Krymsk del krai de Krasnodar, en Rusia. Está situado a orillas del Kudako, afluente del Adagum, de la cuenca del Kubán, 14 km al noroeste de Krymsk y 91 km al oeste de Krasnodar. Tenía 82 habitantes en 2010
Pertenece al municipio Kíyevskoye.